# Impatiens trichoceras
Impatiens trichoceras är en balsaminväxtart som beskrevs av John Gilbert Baker. Impatiens trichoceras ingår i släktet balsaminer, och familjen balsaminväxter. Inga underarter finns listade i Catalogue of Life.